# Nguyễn Văn Nghĩa (tướng)
Nguyễn Văn Nghĩa (sinh năm 1964) là một tướng lĩnh trong Quân đội nhân dân Việt Nam, quân hàm Thượng tướng. Ông hiện đang giữ chức vụ Phó Tổng tham mưu trưởng Quân đội nhân dân Việt Nam.

## Thân thế và binh nghiệp
Thượng tướng Nguyễn Văn Nghĩa, sinh năm (1964), quê ở tổ dân phố Chúc Tay, phường Vân Trung, thị xã Việt Yên, tỉnh Bắc Giang.
Trước năm 2013, ông là Sư đoàn trưởng Sư đoàn 325, Quân đội nhân dân Việt Nam.
Năm 2013, ông được bổ nhiệm giữ chức Phó Tư lệnh kiêm Tham mưu trưởng Quân đoàn 2.
Năm 2015, bổ nhiệm giữ chức Tư lệnh Quân đoàn 2 đồng thời thăng quân hàm Thiếu tướng.
Tháng 1 năm 2017, ông được điều động sang nhận nhiệm vụ Phó Tư lệnh kiêm Tham mưu trưởng Quân khu 2.
Ngày 7 tháng 5 năm 2018, ông bàn giao nhiệm vụ Phó Tư lệnh kiêm Tham mưu trưởng Quân khu 2 để giữ chức Cục trưởng Cục Quân lực.
Ngày 31 tháng 12 năm 2019, Tại Quyết định 1971/QĐ-TTg, Thủ tướng Chính phủ Nguyễn Xuân Phúc bổ nhiệm Trung tướng Nguyễn Văn Nghĩa, Cục trưởng Cục Quân lực, Quân đội nhân dân Việt Nam - Cơ quan Bộ Quốc phòng giữ chức Phó Tổng Tham mưu trưởng Quân đội nhân dân Việt Nam.
Chiều ngày 7 tháng 1 năm 2020, Bộ Quốc phòng tổ chức hội nghị trao quyết định về công tác cán bộ, Đại tướng Ngô Xuân Lịch đã trao quyết định và chúc mừng Trung tướng Nguyễn Văn Nghĩa giữ chức Phó Tổng Tham mưu trưởng Quân đội nhân dân Việt Nam.
Chiều ngày 9 tháng 1 năm 2020, Bộ Tổng tham mưu Quân đội nhân dân Việt Nam đã tổ chức Hội nghị bàn giao nhiệm vụ Phó Tổng tham mưu trưởng Quân đội nhân dân Việt Nam. Tại hội nghị, sau khi nghe đại diện các cơ quan, đơn vị báo cáo tóm tắt kết quả thực hiện nhiệm vụ năm 2019 và trọng tâm công tác năm 2020, Trung tướng Nguyễn Tân Cương, nguyên Phó Tổng tham mưu trưởng Quân đội nhân dân Việt Nam, Thứ trưởng Bộ Quốc phòng đã bàn giao nhiệm vụ Phó Tổng tham mưu trưởng Quân đội nhân dân Việt Nam cho Trung tướng Nguyễn Văn Nghĩa. Theo đó, Trung tướng Nguyễn Văn Nghĩa, Phó Tổng tham mưu trưởng tiếp nhận các nội dung công tác chỉ đạo xây dựng lực lượng; Quân huấn; Tiêu chuẩn - Đo lường - Chất lượng.
Ngày 16 tháng 3 năm 2023, ông được Chủ tịch nước Võ Văn Thưởng thăng quân hàm Thượng tướng.

## Lịch sử thụ phong quân hàm
| Năm thụ phong | 2015        | 2019        | 2023         |
| ------------- | ----------- | ----------- | ------------ |
| Cấp bậc       |             |             |              |
| Tên gọi       | Thiếu tướng | Trung tướng | Thượng tướng |